# Латіф Файзієв
Файзієв Латіф Абидович (узб. Latif Fayziyev) — радянський узбецький актор, кінорежисер і сценарист. Народний артист Узбецької РСР (1979).

## Життєпис та творчість
Народився 2 січня 1929 р. у Ташкенті. Закінчив Всесоюзний державний інститут кінематографії (1951, майстерня І. Савченка). 
Був асистентом І. Савченка в його фільмах «Третій удар» (1948) і «Тарас Шевченко» (1951). 
Працював на «Узбекфільмі» (кінокартини: «Священна кров», «Зірка Улугбека», «Бай і батрак», «Пробудження» та ін.) і на «Таджикфільмі».
Член Спілки кінематографістів Узбекистану.
Помер у 1994 році.